# Trailer for a Remake of Gore Vidal’s Caligula
Trailer for a Remake of Gore Vidal’s Caligula – krótkometrażowy film z 2005 roku w reżyserii Francesco Vezzoli, nakręcony w konwencji trailera do remake′u filmu Kaligula w reżyserii Tinto Brassa z 1979 roku. Remake nigdy nie powstał, a fałszywy trailer miał na celu promocję kolekcji Versace.

## Obsada
- Karen Black jako Agrypina
- Barbara Bouchet jako Cezonia
- Gerard Butler jako Cherea
- Benicio del Toro jako Makron
- Milla Jovovich jako Julia Druzylla
- Courtney Love jako Kaligula
- Helen Mirren jako Tiberia
- Mia Moretti jako kapłanka Izydy
- Michelle Phillips jako Messalina
- Glenn Shadix jako Klaudiusz
- Francesco Vezzoli jako Kaligula
- Gore Vidal w roli samego siebie